# Agnes Adler
Agnes Charlotte Dagmar Adler, de soltera Hansen ( 19 de febrero de 1865-11 de octubre de 1935) fue una pianista danesa. Está enterrada en Gentofte Kirkegård. 

## Vida
Agnes Adler nació en una familia musical donde su padre, Carl Emilius Hansen (1834-1910), fue oboísta, y su tía, Louise Amalie Hansen (1828-79), de soltera Hasselriis, que era violinista.  El 31 de mayo de 1892 se casó con Adolph Siegfried Adler (1838-1910), pero la pareja se divorció después del nacimiento de su hija. 

## Carrera
El padre de Agnes empujó tanto a Agnes como a su hermano mayor Robert Emil Hansen en carreras musicales. La primera vez que tocó en público fue en un concierto en el Festival de Baile de Estudiantes con su padre y su hermano en 1873. Tanto Agnes como su hermano fueron calificados como prodigios, y en el año siguiente dieron muchos más conciertos. Agnes recibió clases particulares de Edmund Neupert y en 1879 fue admitida en la Real Academia Danesa de Música con una beca. Hizo su debut allí en 1882 tocando el concierto para piano de Mendelssohn dirigido por Niels Gade, de la Sociedad Musical Danesa. 
También formó parte del trío de Agnes Adler con Peder Møller (Violín) y Louis Jensen (Violonchelo). 